# ستاره‌های ترکیه
ستاره های ترکیه (به ترکی استانبولی: Türk Yıldızları)، تیم نمایش‌های هوایی نیروی هوایی ترکیه و تیم ملی آکروجت کشور ترکیه هستند.
این تیم در ۷ نوامبر ۱۹۹۲ تشکیل شد و در ۱۱ ژانویه ۱۹۹۳ به عنوان ستاره‌های ترکیه نامگذاری شد. 
ستاره‌های ترکیه با هشت فروند هواپیمای جنگنده اف-۵ ساخت کانادا(Canadair NF-5)، که از نیروی هوایی پادشاهی هلند تهیه شده است، پرواز می‌کنند،  این هواپیما آنها را به یکی از معدود تیم‌های ملی آکروباتیک تبدیل می‌کند که با هواپیماهای مافوق صوت پرواز می‌کنند. دوازده هواپیمای جنگنده NF-5 در اختیار این تیم است. این تیم از هواپیماهای پشتیبانی کاسا/آی‌پی‌تی‌ان سی‌ان-۲۳۵ ، لاکهید سی-۱۳۰ هرکولس و ترانسال سی-۱۶۰ در رنگ‌های ستاره‌های ترکیه استفاده می‌کند. این تیم در پایگاه هوایی قونیه سومین پایگاه اصلی فرماندهی جت ترکیه مستقر است. به عنوان بخشی از برنامه های نوسازی نیروی هوایی ترکیه، هواپیماهای NF-5 در اواسط دهه ۲۰۲۰ با جت مافوق صوت هوورجت (Hürjet) تولید صنایع هوافضای ترکیه (TAI) جایگزین گردید. 
در ۲۴ آگوست ۲۰۰۱، ستاره‌های ترکیه در یک نمایشگاه هوایی در شهر باکو، آذربایجان برای بیش از یک میلیون نفر اجرای نمایش کردند و یک رکورد جهانی به نام خود ثبت نمودند. 

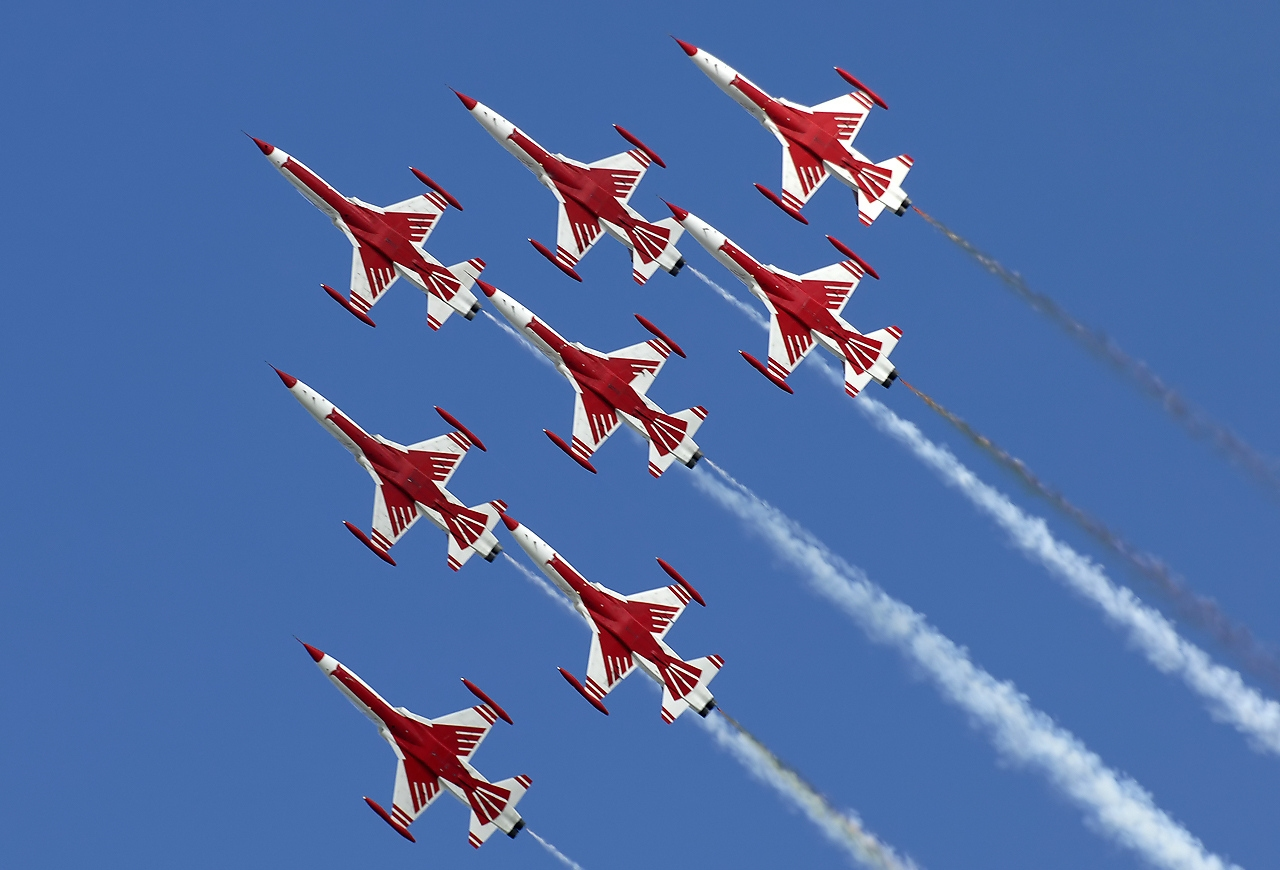
هواپیمای NF-5A ستاره‌های ترکیه نمایشی را در پایگاه هوایی کچکمت مجارستان برگزار می کند (۲۰۱۰)

## همچنین ببینید
- نیروی هوایی ترکیه

## مراجع
1. ↑  "Türk Yıldızları". www.turkyildizlari.tsk.tr. Archived from the original on 20 June 2012. Retrieved 13 January 2022.
2. ↑  Hv. K. K. Mebs (19 May 2011). "About the NF-5 Aircraft – Türk Yıldızları". Turkyildizlari.tsk.tr. Archived from the original on 27 November 2015. Retrieved 18 April 2014.
3. ↑  "HÜRJET | Turkish Aerospace". www.tusas.com (به انگلیسی). Retrieved 2021-04-08.
4. ↑  "Niçin Çok Özel? - Türk Yıldızları". www.turkyildizlari.tsk.tr. Archived from the original on 21 June 2012. Retrieved 13 January 2022.

## لینک های خارجی
- وب سایت ستاره های ترکیه
- ستاره های ترکیه در نمایشگاه بین المللی هوایی بخارست 2018